# Periscelis occidentalis
Periscelis occidentalis is een vliegensoort uit de familie van de Periscelididae. De wetenschappelijke naam van de soort is voor het eerst geldig gepubliceerd in 1954 door Sturtevant.